# 土倉莞爾
土倉 莞爾（とくら かんじ、1943年（昭和18年） - ）は、日本の政治学者。専門は西洋政治史。関西大学名誉教授。

## 略歴
- 1966年 - 神戸大学法学部法律学科卒業
- 1968年 - 神戸大学大学院法学研究科修士課程修了
- 1971年 - 神戸大学大学院法学研究科博士課程単位取得満期退学
- 1983年 - 関西大学法学部教授
- 2014年 - 関西大学法学部教授を退職

## 著作

### 単著
- 『フランス急進社会党研究序説』（関西大学出版部、1999年）
- 『現代フランス選挙政治』（ナカニシヤ出版、2000年）
- 『遠いフランス』（関西大学出版部、2001年）
- 『拒絶の投票―21世紀フランス選挙政治の光景』（関西大学出版部、2011年）

### 共著
- （山崎時彦編）『政治思想史』（昭和堂、1983年）
- （藤原書店編集部編）『大学改革最前線』（藤原書店、1995年）
- （西川知一・河田潤一編）『政党派閥』（ミネルヴァ書房、1996年）

### 共編著
- （田口晃）『キリスト教民主主義と西ヨーロッパ政治』(木鐸社, 2008年)

### 翻訳
- アルフレート・グロセール（富岡宣之・氏家伸一共訳）『欧米同盟の歴史』<上・下>（法律文化社、1987・89年）
- ピーター・モリス（今林直樹・増島建共訳）『現代のフランス政治』（晃洋書房、1998年）
- マルコム・アンダーソン（古田雅雄共訳）『戦後ヨーロッパの国家とナショナリズム』（ナカニシヤ出版、2004年）
- サイモン・サーファティー『不可欠な米欧協調――イラク以後の力と秩序』（ナカニシヤ出版、2009年）
- トニー・ジャット『知識人の責任―ブルム、カミュ、アロン』（晃洋書房、2009年）